# Price Devereux (9e vicomte Hereford)
Price Devereux, 9e vicomte Hereford (1664 – 3 octobre 1740) de Vaynor Park, Montgomeryshire et Ombersley Court, Worcestershire est un pair britannique .

## Biographie

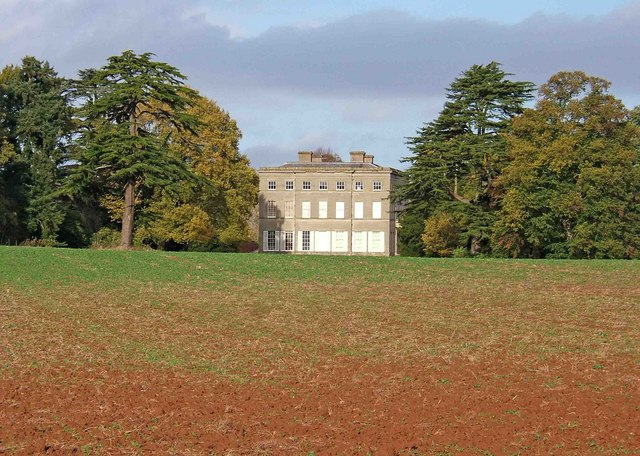
Ombersley Court, Worcestershire

Il est le fils de Price Devereux (décédé avant son propre père en 1666) et petit-fils de Sir George Devereux, frère cadet de Walter Devereux (5e vicomte Hereford) (en) (1578 – 1658). Il succède à son grand-père à Vaynor Park en 1682 et à la vicomté en 1700 quand Edward Devereux, 8e vicomte Hereford décède sans héritier.
Il est député de Montgomery de 1691 jusqu'à 1700. Il est Custos Rotulorum de Montgomeryshire de 1711 à 1714.
Il épouse en 1683 Mary, la fille de Samuel Sandys d'Ombersley Court, Worcs et fut remplacé par leur fils unique Price Devereux (10e vicomte Hereford).